# Lista de vulcões da Eritreia
Esta é uma lista de vulcões ativos e extintos na Eritreia.
| Nome      | Elevação | Elevação | Localização                  | Última erupção |
| Nome      | metros   | pés      | Coordenadas                  | Última erupção |
| Alid      | 910      | 2966     | 14° 53′ N, 39° 55′ L         | Holocene       |
| Asseb     | 910      | 2986     | 12° 51′ N, 42° 26′ L         | Holoceno       |
| Dubbi     | 987      | 5331     | 13° 34′ 48″ N, 41° 48′ 29″ L | 1861           |
| Gufa      | 600      | 1969     | 12° 33′ N, 42° 32′ L         | Holoceno       |
| Jalua     | 713      | 2339     | 15° 02′ 31″ N, 39° 49′ 12″ L | desconhecido   |
| Mousa Ali | 2028     | 6654     | 12° 28′ N, 42° 24′ L         | Holoceno       |
| Nabro     | 2218     | 7277     | 13° 22′ N, 41° 42′ L         | 2011           |